# Bellarine Highway
Der Bellarine Highway ist eine Fernstraße im Süden des australischen Bundesstaates Victoria. Er verbindet den Princes Highway im Stadtzentrum von Geelong mit der Larkin Parade in Queenscliff an der Spitze der Bellarine-Halbinsel und trägt die Nummer B110. Von dort führt eine Fährstrecke nach Sorrento auf der Mornington-Halbinsel, von wo aus die B110 als Nepean Highway nach Melbourne führt.
Die Straße begann ursprünglich an der Ryrie Street im Stadtzentrum von Geelong. Später wurde der Beginn aber ein paar Block südlich in die McKillop Street verlegt, um das Geschäftszentrum von Schwerlastverkehr zu schützen.

## Wichtige Kreuzungen und Anschlüsse
| Bellarine Highway |                              |                                  |                                                                            |
| Anschlüsse Richtung Westen | Entfernung nach Geelong (km) | Entfernung nach Queenscliff (km) | Anschlüsse Richtung Osten                                                  |
| Ampelkreuzung (Im Uhrzeigerseiin von Highway aus) Latrobe Terrace (Princes Highway) zut Great Ocean Road; Waurn Ponds und Colac Latrobe Terrace (Princes Highway) nach Corio und Melbourne über Geelong Ring Road |                              |                                  |                                                                            |
| Ende Bellarine Highway (McKillop Street) | --                           | 31,1                             | Beginn Bellarine Highway (McKillop Street)                                 |
| EISENBAHNLINIE NACH PORT FAIRY | --                           | 31                               | EISENBAHNLINIE NACH PORT FAIRY                                             |
| weiter als McKillop Street | 1                            | 29                               | Stadtzentrum Geelong Ormond Road                                           |
| Stadtzentrum Geelong Ormond Road | 1                            | 29                               | weiter als Ormond Road                                                     |
| weiter als Ormond Road | 2,5                          | 27,5                             | Newcomb, Belmont Boundary Road                                             |
| Belmont, Newcomb Boundary Road | 2,5                          | 27,5                             | weiter als Bellarine Highway                                               |
| Leopold | 10                           | 20                               | Leopold                                                                    |
| zur Great Ocean Road; Ocean Grove, Barwon Heads, Drysdale Grubb Road (Drysdale-Ocean Grove Road) | 18                           | 12                               | Drysdale, Ocean Grove, Barwon Heads Grubb Road (Drysdale-Ocean Grove Road) |
| St. Leonards, Portarlington Portarlington-Queenscliff Road | 25                           | 5                                | St. Leonards, Portarlington Portarlington-Queenscliff Road                 |
| zur Great Ocean Road; Point Lonsdale, Ocean Grove Point Lonsdale Road | 27                           | 3                                | Point Lonsdale Point Lonsdale Road                                         |
| Queenscliff | 30                           | 0                                | Queenscliff                                                                |
| Beginn Bellarine Highway | 32                           | --                               | Ende Bellarine Highway                                                     |
| Peninsula-Searoad-Fähre zur Sorrento |                              |                                  |                                                                            |